# Wojciech Wojtowicz
Wojciech Wojtowicz byl rakouský politik polské národnosti z Haliče, během revolučního roku 1848 poslanec Říšského sněmu.

## Biografie
Roku 1849 se uvádí jako Albert Woitowicz, hospodář v obci Delastowice.
Během revolučního roku 1848 se zapojil do veřejného dění. Ve volbách roku 1848 byl zvolen i na ústavodárný Říšský sněm. Zastupoval volební obvod Dąbrowa. Tehdy se uváděl coby zemědělec. Náležel ke sněmovní pravici.
Patřil mezi polské rolnické poslance.